# Cophixalus riparius
Espèce
Statut de conservation UICN

 LC  : Préoccupation mineure
Cophixalus riparius est une espèce d'amphibiens de la famille des Microhylidae.

## Répartition
Cette espèce est endémique de Papouasie-Nouvelle-Guinée. Elle se rencontre dans une zone montagneuse à cheval entre les provinces des Hautes-Terres méridionales, des Hautes-Terres occidentales et de Morobe. Elle est présente entre 1 800 et 2 800 m d'altitude,.

## Publication originale
- Zweifel, 1962 : Frogs of the microhylid genus Cophixalus from the mountains of New Guinea. American Museum Novitates, no 2087, p. 1-26 (texte intégral).